# Georges Ulmer
Pour les articles homonymes, voir Ulmer.
Georges Ulmer de son vrai nom Jørgen Frederik Ulmer, né le 16 février 1919 à Copenhague (Danemark) et mort le 29 septembre 1989 à Marseille (Bouches-du-Rhône), est un auteur-compositeur-interprète et acteur danois dont la carrière s’est déroulée en France.
Il est le père de la chanteuse Laura Ulmer.

## Biographie
Son père Georg Ulmer, un sculpteur renommé au Danemark, meurt en 1920 alors que Georges n'a qu'un an. Sa mère, Laura Hingström, s'installe avec son fils en Espagne quelques années plus tard où Georges Ulmer commence à travailler en jouant, écrivant et composant pour le cinéma tout en étant garçon de café. 
Il fuit le franquisme et c’est en France qu’il trouve très tôt la consécration avec son immortel cliché touristique parisien, Pigalle, dont il coécrit en 1944 les paroles avec Géo Koger et compose la musique avec Guy Luypaerts,,. À sa sortie en 1946, la chanson fait scandale et est interdite de diffusion à la radio. Outre sa propre interprétation,, la chanson sera notamment reprise par Colette Renard, Marie-José, Jean Sablon, Les Compagnons de la chanson, Charles Dumont, Éric Bouvelle, Jacques Ferchit, Maurice Larcange, Franck Pourcel, Paul Anka, Tino Rossi, Michel Pruvot, André Verchuren et le groupe Pigalle.
Georges Ulmer partagera longtemps sa carrière entre l'Amérique et l'Europe avant de s'installer définitivement sur la Côte d'Azur où il deviendra le directeur artistique du Casino municipal de Cannes[réf. nécessaire].
Il meurt d'un cancer à l'Hôpital Saint-Joseph de Marseille à l'âge de 70 ans. Il est enterré au cimetière Assistens à Copenhague.

### Vie privée
Pendant la Seconde Guerre mondiale il rencontre à Nice, Betty Gola (1926-2015), chanteuse au Bagatelle avec laquelle il aura deux enfants Erik et Laura, future épouse de l'acteur Jean-Claude Dauphin.
Dans les années 1950, Ulmer était propriétaire d'une Bugatti Type 57.

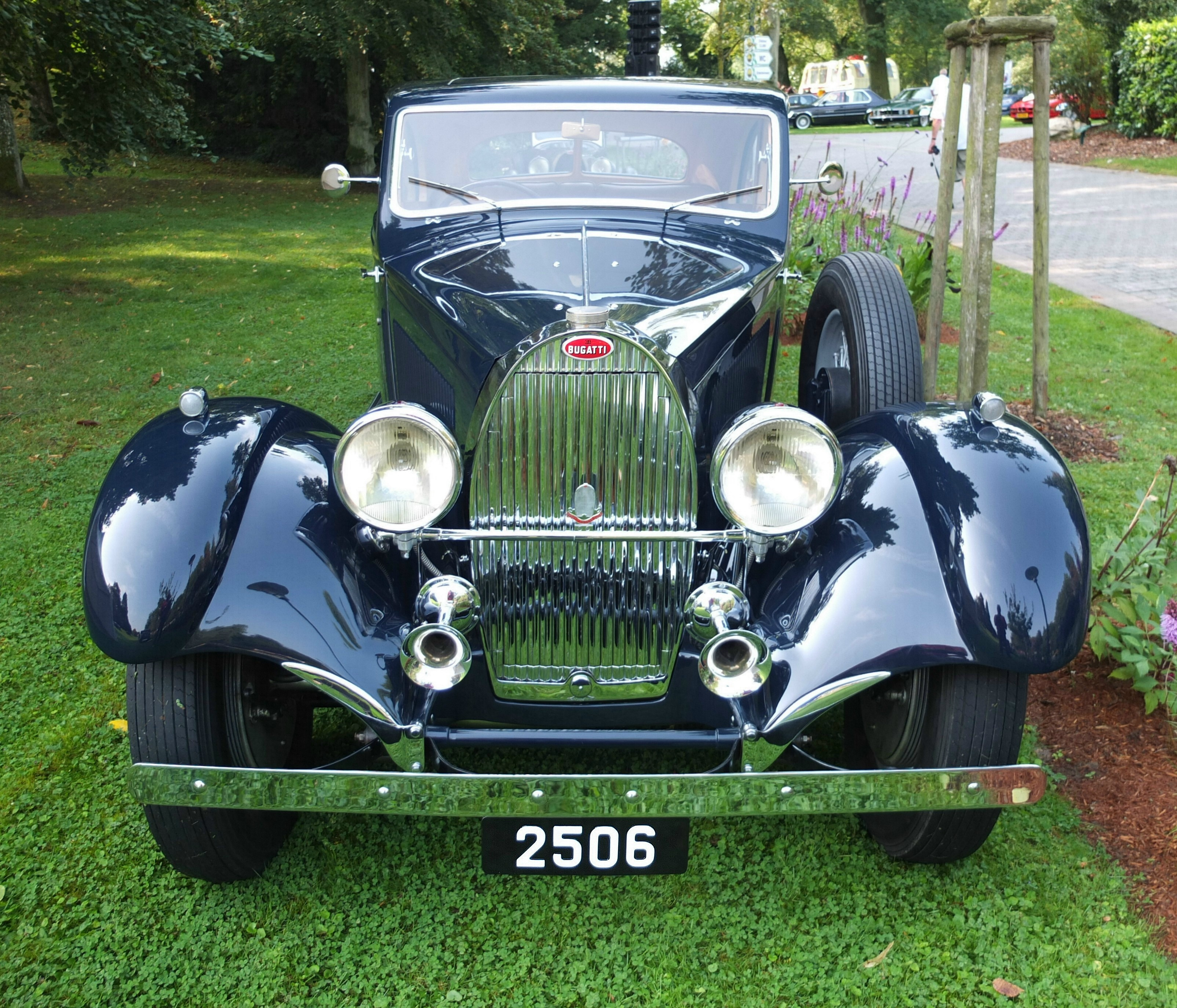
Bugatti Type 57

### Hommage
En 2005, le terre-plein central du boulevard de Clichy prend le nom de Promenade Georges-Ulmer.

## Filmographie
- 1950 : El ciclón del Caribe, film espagnol de Ramón Pereda : auteur des chansons
- 1950 : La Vida en broma, film mexicain de Jaime Salvador : acteur et auteur des chansons
- 1951 : Paris chante toujours, film français de Pierre Montazel : lui-même
- 1952 : Mujeres sacrificadas / El recuerdo del otro, film mexicain d'Alberto Gout : auteur des chansons
- 1953 : La Route du bonheur / Saluti e baci, film franco-italien de Maurice Labro et Giorgio Simonelli : lui-même
- 1954 : Une balle suffit / La Canción del penal, film franco-espagnol de Jean Sacha et Juan Lladó : Carmo et auteur des chansons
- 1955 : Flickan i regnet, film suédois d'Alf Kjellin (chanson Pigalle)[9]
- 1957 : C'est arrivé à 36 chandelles, film français d’Henri Diamant-Berger : lui-même
- 1958 : Música en la noche, film espagnol de Tito Davison : acteur et auteur des chansons
- 1960 : À pleines mains, film français de Maurice Regamey : Henri
- 1963 : Canzoni nel mondo / 38-24-36 / Sexy de nuit, film italien de Vittorio Sala : lui-même

Georges Ulmer fit également l'objet de deux Scopitones avec ses chansons Ping Pong Li et L'Homme du bar.